# Жан-П'єр Бакрі
Жан-П'єр Бакрі (фр. Jean-Pierre Bacri; нар. 24 травня 1951, Бу Ісмаїл, Алжир — 18 січня 2021) — французький актор та сценарист. Багаторазовий номінант та 4-разовий лауреат кінопремії Сезар, призу Каннського кінофестивалю 2004 року за найкращий сценарій (разом з Аньєс Жауї) до фільму «Подивись на мене» та низки інших фестивальних та професійних кінематографічних нагород .

## Життєпис
Жан-П'єр Бакрі народився в єврейській сім'ї 24 травня 1951 року в алжирському містечку Кастільйоні (нині — Бу Ісмаїл), де його батько у вихідні працював касиром в кінотеатрі Star («Зірка»). У 1962 році сім'я Бакрі через війну за незалежність Алжиру переїхала до Канн у Франції. Спочатку Жан-П'єр готувався стати учителем латинської та французької, навчаючись у спеціалізованому ліцеї, але у 1976 році переїхав до Парижа де почав працювати в рекламній індустрії. Паралельно почав вивчати акторську майстерність на знаменитих курсах Симона. Потім грав в любительському театрі. Дебютував в кіно в ролі анестезіолога у військовій драмі «Військовий лікар» режисера П'єра Граньє-Дефера разом з Аленом Делоном та Веронік Жанно.
Перші ролі Жана-П'єра Бакрі — це амплуа французів з магрибськими коренями, в яких актор чудово копіює їх унікальний акцент. Водночас з'являються перші п'єси Бакрі — «Поштова марка», «Ніжне обличчя кохання» та «Усього лиш». Пізніше його п'єси «Сімейна схожість» та «Кухня і залежність» будуть екранізовані.
У 1984 році режисер Жан-Лу Дабаді запросив Жана-П'єра Бакрі на роль інспектора Есперанци у стрічці «Сьома мішень», яка була написана спеціально під нього. Фільм 1985 року за участю Бакрі «Підземка» Люка Бессона приніс актору першу номінацію на премію «Сезар» у категорії на найкращу чоловічу роль другого плану.
На репетиції однієї з п'єс Жана-П'єр Бакрі познайомився з акторкою і драматургом Аньєс Жауї, з якою його пов'язують тривалі роки творчості і спільного життя. Спільно з Аньєс Жауї Бакрі написав сценарії фільмів «Палити/Не палити», «Сімейна атмосфера» та «Відомі старі пісні», за який вони обидва отримали премії «Сезар» за найкращий сценарій і за найкращі чоловічу й жіночу ролі другого плану 1998 року.

## Фільмографія

### Актор

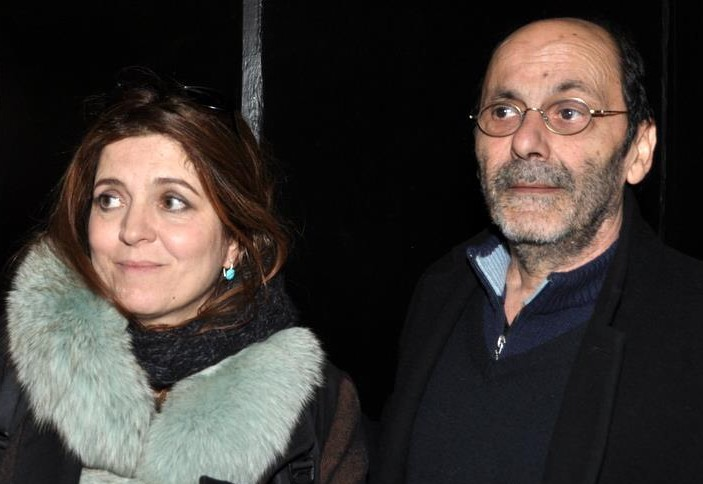
З Аньєс Жауї. Фото 2013

| Рік       |    | Українська назва                     | Оригінальна назва                  | Роль                              |
| --------- | -- | ------------------------------------ | ---------------------------------- | --------------------------------- |
| 1979      | тф | Яскраве світло                       | L'éblouissement                    | Жан-П'єр                          |
| 1979      | ф  | Військовий лікар                     | Le toubib                          | анестезіолог                      |
| 1979      | тф | Готель «Танатос»                     | Thanatos Palace Hôtel              | Жан Моньє                         |
| 1980      | тф | Обманник Севільї                     | Le fourbe de Séville               | Октавіо                           |
| 1980      | тф | Венера Ільска                        | La Vénus d'Ille                    | Альфонс                           |
| 1980      | ф  | Повноцінна жінка                     | La femme intégrale                 | Леонардо, італієць                |
| 1980      | с  | Авіапоштою, доставка кур'єром        | L'aéropostale, courrier du ciel    | Борежар                           |
| 1981      | тф | Генріх IV                            | Henri IV                           | Ландольф                          |
| 1981      | ф  | День спокути                         | Le Grand Pardon                    | Джекі Азулей                      |
| 1983      | ф  | Кохання з першого погляду            | Coup de foudre                     | Коста Сегара                      |
| 1983      | ф  | Едіт і Марсель                       | Édith et Marcel                    |                                   |
| 1983      | ф  | Великий карнавал                     | Le grand carnaval                  | Норберт Кастеллі                  |
| 1984      | ф  | Сьома мішень                         | La 7ème cible                      | інспектор Даніель Есперанца       |
| 1984      | тф | Битви                                | Batailles                          |                                   |
| 1985      | ф  | Підземка                             | Subway                             | інспектор Батман                  |
| 1985      | ф  | Сходи С                              | Escalier C                         | Бруно                             |
| 1985      | ф  | Помирають лише двічі                 | On ne meurt que deux fois          | Барман                            |
| 1986      | ф  | Різдвяний пиріг                      | La galette du roi                  | елегантний чоловік                |
| 1986      | ф  | Стежте за поглядом                   | Suivez mon regard                  | Друг мавп                         |
| 1986      | ф  | Настрої                              | États d'âme                        | Ромен                             |
| 1986      | ф  | Смерть в дощовиту неділю             | Mort un dimanche de pluie          | Давид Бріан                       |
| 1986      | ф  | Вулиця відправлення                  | Rue du Départ                      | чоловік на BMW                    |
| 1986      | ф  | Дорогий каналія                      | Chère canaille                     | Франсіс Лебовіц                   |
| 1987      | ф  | Кінець літа                          | L'été en pente douce               | Стефан Льорт на прізвисько «Фейн» |
| 1988      | ф  | Час задоволень                       | Les saisons du plaisir             | Жак                               |
| 1988      | ф  | Здрастуй, страх                      | Bonjour l'angoisse                 | Десфонтен                         |
| 1989      | ф  | Мої найкращі друзі                   | Mes meilleurs copains              | Гуідо, Ерік Гуідоліні             |
| 1989—1992 | с  | Чиллери                              | Chillers                           | Люк                               |
| 1990      | ф  | Таке життя                           | La Baule-les-Pins                  | Леон                              |
| 1991      | ф  | Плем'я                               | La tribu                           | Руссель                           |
| 1992      | ф  | Парад ідіотів                        | Le bal des casse-pieds             | чоловік с подряпинами             |
| 1992      | ф  | Чоловік мого життя                   | L'homme de ma vie                  | Малкольм                          |
| 1993      | ф  | Кухня і залежність                   | Cuisine et dépendances             | Жорж                              |
| 1994      | ф  | Місто страху                         | La cité de la peur                 | 3-й кіномеханік                   |
| 1994      | кф | Perle rare                           | Етьєн Бер                          |                                   |
| 1994      | кф | Базука                               | Bazooka                            |                                   |
| 1996      | ф  | Сімейна атмосфера                    | Un air de famille                  | Анрі                              |
| 1996      | ф  | Дідьє                                | Didier                             | Жан-П'єр Коста                    |
| 1997      | ф  | Відомі старі пісні                   | On connaît la chanson              | Ніколя                            |
| 1997      | кф | Метод                                | La méthode                         | Поль                              |
| 1998      | ф  | Вандомська площа                     | Place Vendôme                      | Жан-П'єр                          |
| 1998      | ф  | Можливо                              | Peut-être                          | майбутній батько                  |
| 1999      | ф  | Кеннеді і я                          | Kennedy et moi                     | Симон Поларіс                     |
| 2000      | ф  | На чужий смак                        | Le goût des autres                 | Жан-Жак Кастелла                  |
| 2002      | ф  | Домогосподарка                       | Une femme de ménage                | Жак                               |
| 2003      | ф  | Почуття                              | Les sentiments                     | Жак                               |
| 2004      | ф  | Подивись на мене                     | Comme une image                    | Етьєн Кассар                      |
| 2006      | ф  | Як каже Шарлі                        | Selon Charlie                      | Жан-Луї Бертанья                  |
| 2008      | ф  | Розкажи мені про дощ                 | Parlez-moi de la pluie             | Мішель Ронсар                     |
| 2009      | ф  | Прощавай, Гарі                       | Adieu Gary                         | Франсіс                           |
| 2011      | ф  | Перед світанком                      | Avant l'aube                       | Жак Кувре                         |
| 2012      | ф  | У пошуках Ортенза                    | Cherchez Hortense                  | Деміен Гауер                      |
| 2013      | ф  | Наприкінці казки                     | Au bout du conte                   | П'єр                              |
| 2015      | ф  | Неймовірно особисте життя мосьє Сіма | La Vie très privée de Monsieur Sim | Франсуа Сім                       |
| 2017      | ф  | 1+1=Весілля                          | Le sens de la fête                 | Макс                              |
| 2017      | ф  | Санта і компанія                     | Santa et Cie                       | Санта-Клаус червоний і білий      |

### Сценарист
- 1993: Кухня і залежність / Cuisine et dépendances — та п'єса
- 1993: Палити/Не палити / Smoking/No Smoking
- 1996: Сімейна атмосфера / Un air de famille — п'єса
- 1997: Відомі старі пісні / On connaît la chanson
- 2000: На чужий смак / Le goût des autres
- 2004: Подивись на мене / Comme une image
- 2008: Розкажи мені про дощ / Parlez-moi de la pluie
- 2013: Наприкінці казки / Au bout du conte

## Визнання
| Рік                                     | Категорія                        | Фільм                                                 | Результат |  |
| --------------------------------------- | -------------------------------- | ----------------------------------------------------- | --------- |  |
| Премія «Сезар»                          |                                  |                                                       |           |  |
| 1986                                    | Найкращий актор другого плану    | Підземка                                              | Номінація |  |
| 1994                                    | Найкращий сценарій               | Палити/Не палити (з Аньєс Жауї)                       | Перемога  |  |
| 1997                                    | Найкращий сценарій               | Сімейна атмосфера (з Седріком Клапішем та Аньєс Жауї) | Перемога  |  |
| 1998                                    | Найкращий сценарій               | Відомі старі пісні (з Аньєс Жауї)                     | Перемога  |  |
| 1998                                    | Найкращий актор другого плану    | Відомі старі пісні (з Аньєс Жауї)                     | Перемога  |  |
| 2000                                    | Найкращий актор                  | Кеннеді і я                                           | Номінація |  |
| 2001                                    | Найкращий сценарій               | На чужий смак (з Аньєс Жауї)                          | Перемога  |  |
| 2001                                    | Найкращий актор                  | На чужий смак (з Аньєс Жауї)                          | Номінація |  |
| 2004                                    | Найкращий актор                  | Почуття                                               | Номінація |  |
| 2005                                    | Найкращий сценарій               | Подивись на мене                                      | Номінація |  |
| 2013                                    | Найкращий актор                  | У пошуках Ортенза                                     | Номінація |  |
| 2016                                    | Найкращий актор                  | Неймовірно особисте життя мосьє Сіма                  | Номінація |  |
| 2018                                    | Найкращий актор                  | 1+1=Весілля                                           | Номінація |  |
| Премія «Люм'єр»                         |                                  |                                                       |           |  |
| 1997                                    | Найкращий сценарій               | Сімейна атмосфера (з Седріком Клапішем та Аньєс Жауї) | Перемога  |  |
| 2001                                    | Найкращий сценарій               | На чужий смак (з Аньєс Жауї)                          | Перемога  |  |
| 1918                                    | Найкращий актор                  | 1+1=Весілля                                           | Номінація |  |
| Приз Європейської кіноакадемії          |                                  |                                                       |           |  |
| 1998                                    | Найкращий сценарист              | Відомі старі пісні (з Аньєс Жауї)                     | Номінація |  |
| 2000                                    | Найкращий сценарист              | На чужий смак (з Аньєс Жауї)                          | Перемога  |  |
| 2004                                    | Найкращий сценарист              | Подивися на мене                                      | Перемога  |  |
| Кінофестиваль у Кабурі                  |                                  |                                                       |           |  |
| 2000                                    | Найкращий актор                  | На чужий смак                                         | Перемога  |  |
| Стокгольмський кінофестиваль            |                                  |                                                       |           |  |
| 2000                                    | Найкращий сценарій               | Подивися на мене (з Аньєс Жауї)                       | Перемога  |  |
|                                         |                                  |                                                       |           |  |
| 2002                                    | Премія Рене Клера (з Аньєс Жауї) | Премія Рене Клера (з Аньєс Жауї)                      | Перемога  |  |
| Каннський кінофестиваль                 |                                  |                                                       |           |  |
| 2004                                    | Найкращий сценарій               | Подивися на мене (з Аньєс Жауї)                       | Номінація |  |
| Золота зірка кіно                       |                                  |                                                       |           |  |
| 2005                                    | Найкращий сценарій               | Подивися на мене (з Аньєс Жауї)                       | Перемога  |  |
| Лондонське коло кінокритиків            |                                  |                                                       |           |  |
| 2005                                    | Сценарист року                   | Подивися на мене (з Аньєс Жауї)                       | Перемога  |  |
| Міжнародний кінофестиваль у Вальядоліді |                                  |                                                       |           |  |
| 2013                                    | Найкращий сценарій               | Наприкінці казки (з Аньєс Жауї)                       | Перемога  |  |